# Leonel Pavan
Leonel Pavan (Sarandi, 7 septembre 1954) est un homme politique brésilien. Il est l'actuel vice-gouverneur de l'État de Santa Catarina dans le gouvernement de Luiz Henrique da Silveira (depuis 2006).
Il commence sa carrière politique comme conseiller municipal (1983 à 1988) puis comme maire de la municipalité de Balneário Camboriú (1989-1992, 1997-2000, 2001-2002). Il est également député fédéral de 1994 à 1996. En 2002, il démissionne de son poste de maire pour se présenter aux élections du Sénat Fédéral et est élu pour représenter l'État de Santa Catarina.